# Püspöki konferencia
A püspöki konferencia a Római katolikus egyház jogi intézménye: egy-egy ország vagy régió részegyházainak (egyházmegyéinek) főpásztorait foglalja magába: a területén működő püspöki kar központi koordináló szerve. A püspöki kollegialitás kifejezője. Rendeltetése gyakorlati: az adott területen felmerülő egyházpolitikai kérdések megvitatása, a felmerülő közös problémákra közös megoldás keresése.  

## Működése
A II. vatikáni zsinat óta kötelezően létezik. Nem alkalmanként hívják össze, hanem állandó szerv. Működési szabályzatát csak a Szentszék jogosult jóváhagyni, megváltoztatni vagy visszavonni. Évente legalább egyszer teljes ülést kell tartania, melyen az érintett terület összes megyés és segédpüspöke automatikusan részt vehet. Hozhat jogilag kötelező-, és nem kötelező döntéseket egyaránt. Olyan területeken hozhat általános határozatot, amelyeket a szentszéki előírások kifejezetten megengednek. Ilyen határozat csak a teljes ülésen jelenlévők kétharmados többségével születhet. A püspöki konferenciák döntése csak akkor lesz kötelező jellegű, ha Róma azt jóváhagyta. A teljes ülésekről jelentést kell küldenie a Szentszéknek.
Minden püspöki konferenciának van elnöke, titkára, állandó tanácsa és vannak tematikus bizottságai (például hittani, liturgikus, oktatásügyi, jogi, gazdasági, karitász-, jogi stb. bizottság). Az állandó tanács az egyes ülések közötti időszakban lát el operatív és végrehajtó feladatot.
A 2007-es Pápai évkönyv statisztikája szerint világszerte 113 püspöki konferencia működött.